# Liste der denkmalgeschützten Objekte in Mörtschach
Die Liste der denkmalgeschützten Objekte in Mörtschach enthält die 4 denkmalgeschützten, unbeweglichen Objekte der Gemeinde Mörtschach.

## Denkmäler
| Foto |                 | Denkmal                                                                                                   | Standort                                  | Beschreibung | Metadaten |
| ---- | --------------- | --- | ----------------------------------------- | --- | --- |
| ja   | Datei hochladen | Kath. Pfarrkirche hl. Leonhard und alter Friedhof HERIS-ID: 54341 Objekt-ID: 62566                        | bei Mörtschach 60 Standort KG: Mörtschach | Die mittelgroße spätgotische Kirche mit Strebepfeilern am netzrippengewölbten Langhaus, sternrippengewölbtem Chor mit 5/8-Schluss und Südturm mit Spitzgiebelhelm wurde 1516 erbaut. Hoch- und Seitenaltar stammen aus der Mitte des 18. Jahrhunderts, die Betstühle sind etwa von 1700. | BDA-Hist.: Q2082842 Status: § 2a Stand der BDA-Liste: 2025-06-30 Name: Kath. Pfarrkirche hl. Leonhard und alter Friedhof GstNr.: .63/1, 90/2 Pfarrkirche Mörtschach                 |
| ja   | Datei hochladen | Kath. Filialkirche und Wallfahrtskirche Maria Hilf (in den Auen) HERIS-ID: 94365 Objekt-ID: 109517        | Auen Standort KG: Stranach                | Die kleine Kirche mit Giebeltürmchen wurde 1806 erbaut. Aus der Bauzeit stammt die klassizistische Hängekanzel; die übrige, neobarocke Einrichtung und die Wandmalereien entstanden im Zuge einer Renovierung 1906. | BDA-Hist.: Q1412927 Status: § 2a Stand der BDA-Liste: 2025-06-30 Name: Kath. Filialkirche und Wallfahrtskirche Maria Hilf (in den Auen) GstNr.: .166 Filialkirche Maria in den Auen |
| ja   | Datei hochladen | Schoberkapelle am Rettenbach HERIS-ID: 46718 Objekt-ID: 48851                                             | bei Rettenbach 9 Standort KG: Stranach    | Die Schoberkapelle (eigentlich Filialkirche Heilige Maria) ist ein 1848 als Privatkapelle errichteter kleiner Bau mit halbrunder Apsis und südwestlichem Giebelturm mit einem geschweiften Pyramidendach. Im Nordwesten des Hauptgebäudes schließt ein Sakristeianbau mit einem Pultdach an. Der Innenraum ist flachgedeckt und von einem Triumphbogen unterteilt. Das Deckengemälde zeigt die Allerheiligste Dreifaltigkeit. Das Mittelbild wird von Grisaille-Medaillons umgeben, die die vier Evangelisten darstellen. An den Langhauswänden befinden sich Malereien, welche die Heiligen Petrus und Paulus zeigen. Der einfache, im barocken Stil errichtete, Ädikulaaltar besitzt einen streng klassizistischen Aufbau. Die Schleierbretter sind mit Heiligenfiguren versehen, neben den Säulenbasen befinden sich Figuren des Heiligen Josef mit Kind und der Heiligen Maria. Das Altarbild zeigt Maria als Himmelskönigin und ist mit Kristian Holringer bezeichnet. Zwei bemerkenswerte barocke Ölbilder haben die Stigmatisation des Heiligen Franz von Assisi und den Heiligen Ivo, Advokat der Armen, zum Thema (bezeichnet mit 1714). In der Sakristei befinden sich ein historistisches Kruzifix und ein weiteres barockes Ölbild mit dem Martyrium des Heiligen Laurentius. | BDA-Hist.: Q38023200 Status: Bescheid Stand der BDA-Liste: 2025-06-30 Name: Schoberkapelle am Rettenbach GstNr.: .139/2 Schoberkapelle am Rettenbach                                |
| ja   | Datei hochladen | Bauernhof (Anlage), Ederhof (Wohnhaus und Wirtschaftsgebäude) HERIS-ID: 111712 Objekt-ID: 129707seit 2012 | Rettenbach 20 Standort KG: Stranach       | | BDA-Hist.: Q37826218 Status: Bescheid Stand der BDA-Liste: 2025-06-30 Name: Bauernhof (Anlage), Ederhof (Wohnhaus und Wirtschaftsgebäude) GstNr.: .133/1 Ederhof Rettenbach         |